# Autobias
Med autobias menar man att man kopplat ett katodmotstånd från katoden till jord och ett måttligt stort gallermotstånd (<1Mohm för att undvika Edison-effekten) mellan styrgallret och jord. Detta får nänmligen till följd att det automatiskt bildas en negativ spänning (läs spänningen över katodmotståndet) mellan styrgallret och katoden vilket är den rymdladdningsbegränsande arbetspunkt ett rör behöver ha för att fungera så linjärt och optimalt som möjligt.